# Neustadt (Wied)
Pour les articles homonymes, voir Neustadt.
Neustadt (Wied) est une municipalité allemande située en Rhénanie-Palatinat, dans l'arrondissement de Neuwied.
La compagnie de chaussure Birkenstock possède son siège social dans la localité.